# نبیل فارس
نبیل فارس (به فرانسوی: Nabile Farès) نویسنده و شاعر قرن بیستم میلادی اهل الجزایر است.